# Germanistika
Germanistika je naučna disciplina koja se bavi proučavanjem istorijskog razvoja nemačkog jezika i književnosti, odnosno germanističke filologije. Pored skandinavistike, folklora i etnologije, glavne oblasti germanistike su nemačka nauka o jeziku i nemačka nauka o književnosti.

## Hronologija
Od kraja 19. veka prisutna je podela na „Staru germanistiku“, nem. Altgermanistik (jezik i književnost Ranog doba i Srednjeg veka) „Novu germanistiku“, nem. Neugermanistik (jezik i književnost Novog doba), a od sredine 60-tih godina 20. veka izdvaja se i „Germanistička lingvistika“ kao samostalna disciplina. Termin lingvistika, nem. Linguistik, se u literaturi uglavnom koristi za novija proučavanja jezika, dok se termin nauka o jeziku, nem. Sprachwissenschaft, koristi za starije periode u proučavanju jezika. Neki autori danas prave podelu i na „Domaću germanistiku“, nem. Inlandsgermanistik i „Stranu germanistiku“, nem. Auslandsgermanistik, u okviru koje posebno mesto zauzima „Nemački jezik kao strani“ nem. Deutsch als Fremdsprache.

## Istorijat
Ličnosti koje su svojim pregalaštvom obeležile germanistiku i svojim radovima dovele do njenog izdvajanja kao posebne discipline su: Martin Opic u doba baroka, Johan Kristof Gotšed i Gothold Efraim Lesing u doba prosvetiteljstva, Johan Gotfrid Herder svojim revolucionarnim mladalačkim delom „O novijoj nemačkoj književnosti“ (Über die neuere deutsche Literatur) iz 1766/67. godine. Kada je istraživanje jezika u pitanju u ovom periodu, treba pomenuti Gotfrida Vilhelma Lajbnica i njegov „Rečnik nemačkog jezika“. Sredinu 19. veka obeležili su braća Grim a njihov doprinos germanistici značajan je pored ostalih radova, pre svega po obimnom „Rečniku nemačkog jezika“ nem. Deutsches Wörterbuch, čije se prvo izdanje pojavilo 1852. godine.

## Germanistika dvadesetog veka
Krajem 19. i početkom 20. veka na razvoj germanistike uveliko je uticao i rad filozofa Vilhelma Diltaja. Pod njegovim uticajem istoričari književnosti u centar svojih istraživanja stavljaju estetsko-poetološki princip. U vreme nacionalsocijalizma, dolaskom Hitlera na vlast, germansitika je, kao nauka o nemačkom duhu i biću, u potpunosti stavljena u službu nove ideologije. Posle drugog svetskog rata u germanistici je bila prisutna „metoda imanentna delu“, nem. werkimmanente Methode, koju je zagovarao Emil Stajger, a koja je insistirala na proučavanju dela izolovanog od svih drugih uticaja ( kao što je biografija pisca, društvena i istorijska pozadina itd.). Tek u vreme studentskih protesta koji su se dešavali 1968. godine, dolazi do metodološke raznolikosti u germanistici, koje su protkane strukturalizmom, psihoanalizom itd. Germanistika u DDR-u bila je u velikoj meri obojena socijalističko-marksističkom ideologijom. Sedamdesetih godina 20. veka u germanističkoj nauci o jeziku u prvi plan dolazi pojačano interesovanje za komunikativne i pragmatične aspekte u proučavanju jezika, dolazi do razvoja sociolingvistike, psiholingvistike, tekst-lingivstike, teorije govornih činova itd. I u germanističkoj nauci o književnosti javlja se mnoštvo metodoloških pristupa u izučavanju književnog dela. Treba istaći pre svih istorijsko-hermeneutički, istorijsko-sociološki, poststrukturalistički, feministički pristup, kao i teoriju recepcije.

## Literatura
- SCHÜLER Duden : Literatur, Mannheim. 2000.  978-3-411-05403-9. стр. 138-140.

- METZLER Lexikon Sprache, Stuttgart, Weimar. 2010.  978-3-476-02335-3. стр. 236.

1. Vesna Berić-Đukić, Gordana Ristić, Sinhrone osnove nemačkog jezika, Novi Sad, (2003). стр. 12–13.

- Gero von Wilpert, Sachwörterbuch der Literatur, Stuttgart, . 2001.  978-3-520-23108-6. стр. 306.

- METZLER-Literatur-Lexikon.